# Сплюшка реюньйонська
Сплюшка реюньйонська (Otus grucheti) — вимерлий вид совоподібних птахів родини совових (Strigidae), що був ендеміком Реюньйону.

## Опис
Реюньйонські сплюшки були подібними за розмірами до маврикійських сплюшок,  однак крила у них були більш короткими, а лапи довшими.

## Поширення і екологія
Реюньйонські сплюшки, ймовірно, жили в лісах і полювали на дрібних пташок. Вони вели частково наземний спосіб життя, на що вказують їх довгі лапи. Можливо, вони дещо втратили здатність до польоту.

## Вимирання
Реюньйонські сплюшки не були описані Дюбуа, який створив перелік фауни острова у 1671-1672 роках. Можливо, вони на той час вже були дуже рідкісними. Реюньйонські сплюшки вимерли приблизно у 1700 році. Причиною їх вимирання стало хижацтво з боку інтродукованих кішок, щурів і свиней.